# Блаверизм
Блаверизм (валенс. blaverisme) — политическое и национальное течение в Валенсийском сообществе в Испании, которое провозглашает и отстаивает самостоятельную валенсийскую идентичность. Также иногда называется «валенсийский автономизм» или «валенсийский национализм».

## Идеология
Блаверизм как идеологическое течение противостоит в настоящее время каталонскому (панкаталонскому) движению, в контексте которого Валенсия и валенсийцы рассматриваются как составляющая Каталонских земель (Paises Catalans) или Большой Каталонии (Gran Catalunya). Сторонники блаверизма считают, что валенсийская национальная идентичность самодостаточна и не может рассматриваться как разновидность «панкаталонской». Название идеология получила от вал. blave («синий»), из-за синей вертикальной полосы на флаге Валенсийского сообщества — в остальном тождественном каталонскому историческому флагу.

## История
Хотя корни валенсийского автономизма достаточно глубоки, сама идеология «блаверизма» проявилась в полную силу только после падения франкизма и демократического переустройства Испании, в том числе её федерализации. Идеологи каталонского национализма (в том числе родом из Валенсии, например Жоан Фустер) считали, что население Каталонии и Валенсии, а также Балеарских островов и некоторых других территорий составляет один народ, объединённый языком, символикой и историей. Эта точка зрения оказалась неприемлема для многих валенсийцев, считавших что их идентичность таким образом ущемлена. В конечном итоге Валенсийское сообщество было оформлено как самостоятельная провинция, наряду с Каталонией, хотя жаркие споры об исторической, этнической, языковой идентичности валенсийцев и каталонцев продолжаются поныне, и в некоторых случаях приводят к насилию.